# Нижний Качмаш
Нижний Качмаш (баш. Түбәнге Ҡасмаш) — деревня в Калтасинском районе Республики Башкортостан Российской Федерации. Административный центр Нижнекачмашевского сельсовета.

## География

### Географическое положение
Расстояние до:
- районного центра (Калтасы): 6 км,
- ближайшей ж/д станции (Янаул): 65 км.

## Население
| 2002 | 2009 | 2010 |
| ---- | ---- | ---- |
| 514  | ↘493 | ↘471 |

Национальный состав
Согласно переписи 2002 года, преобладающие национальности — марийцы (43 %).

## Известные уроженцы
- Исанбаев Николай Исанбаевич (1929—2020) — марийский советский и российский лингвист, преподаватель высшей школы. Признанный специалист в области финноугроведения, в частности, марийского языкознания. Доктор филологических наук (1993), профессор (1996). Заслуженный деятель науки Республики Марий Эл (1999). Член Финно-угорского общества Финляндии (Хельсинки, 1994).